# Maatregelen tijdens de coronacrisis in België
In het kader van de bestrijding van de coronacrisis in België, werden door de federale regeringen een aantal maatregelen genomen. Door de verschillende gewestregeringen werden nog een aantal bijkomende maatregelen getroffen.
Centraal in de maatregelen stond het concept "bubbel", een vaste groep van een klein aantal mensen. Sociale contacten waren enkel mogelijk binnen die bubbel. 

## Federale regeringsmaatregelen

### Adviesorganen

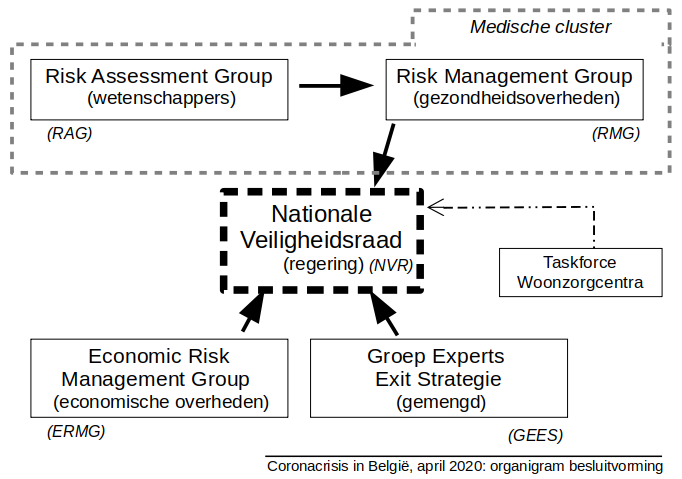
Organigram van de federale besluitvorming, met adviesgroepen RAG, RMG, NVR, ERMG, GEES (maart-augustus 2020).

De federale maatregelen werden eerst besproken in een overlegstructuur, bestaande uit medische adviesgroepen (Risk Assessment Group & Risk Management Group), de economische overheden (Economic Risk Management Group), en de Groep Experts Exit Strategie (GEES). Deze laatste werd eind augustus opgeheven, en vervangen door permanent overleg binnen de evaluatiecel Celeval, die op zijn beurt eind november 2020 op non-actief werd gezet. De adviezen zouden voortaan door de Risk Assessment Group (RAG) voorgelegd worden aan COVID-19-commissaris Pedro Facon. Celeval was verlamd geraakt door de meningsverschillen tussen verdedigers van beperkte reglementering zoals gezondheidseconoom Lieven Annemans en verdedigers van strenge reglementering zoals de virologen Erika Vlieghe en Marc Van Ranst.
Medio december 2020 bleek dat een nieuwe adviesgroep van 24 medische experten het Overlegcomité zou gaan bijstaan, als vierde entiteit na GEES, Celeval en RAG. De adviesgroep – officieel "Expertencomité Beheersstrategie" – heet GEMS, een acroniem voor "Groep van Experts voor Managementstrategie van COVID-19", en staat opnieuw onder leiding van professor Erika Vlieghe. De adviezen van de expertengroep werden gepubliceerd, nadat de politieke besluitvorming had plaatsgevonden.
Het coronacommissariaat onder leiding van Pedro Facon werd op 8 april 2022 opgeheven.

### Wettelijk kader

#### Wetgeving civiele veiligheid (maart 2020-september 2021)
De bijzondere regeringsmaatregelen overeengekomen binnen de Nationale Veiligheidsraad, en vanaf 6 oktober 2020 binnen het Overlegcomité, werden doorgevoerd via ministeriële besluiten uitgevaardigd door minister van Veiligheid en Binnenlandse Zaken Pieter De Crem, op 1 oktober 2020 opgevolgd door Annelies Verlinden. Deze laatste gaf in een persbericht van april 2021 toe dat hierbij vaak de tijd tekortschoot om een advies te vragen aan de Raad van State (afdeling Wetgeving), zelfs onder de dringende procedure.
Bij de aanvang van de coronacrisis was het eerste belangrijke ministerieel besluit dat van 18 maart 2020, al gauw vervangen door dat van 23 maart 2020. Dat laatste kende belangrijke wijzigingen op 17 april en vooral op 30 april 2020. Verdere versoepelingen volgden op 8 mei, op 15 mei, op 25 mei, op 5 juni, en op 30 juni 2020, met wijzigingen op 10 juli, op 24 juli, op 28 juli, 22 augustus, 25 september en 8 oktober. Een nieuw besluit volgde op 18 oktober, en werd gewijzigd op 23 oktober. Een volgend besluit dateert van 28 oktober, gewijzigd door de besluiten van 1 en 28 november, van 
19, 20 en 21 december 2020, 
van 12, 14 en 26 januari 2021, van 6 februari, van 6 en 20 maart, van 24 april en van 7 mei 2021. In een addendum werd op 2 juni 2021 het advies van de Raad van State gevraagd over een herziening van het besluit van 28 oktober 2020. Op 4 juni werd het besluit van 28 oktober 2020 nogmaals, en uitgebreid, gewijzigd, evenals op 23 juni, op 27 juli, op 25 augustus en op 27 september 2021.
Het Nationaal Crisiscentrum stelde richtlijnen op over de toepassing van de ministeriële besluiten. Deze richtlijnen, die herhaaldelijk werden herzien in steeds meer detail, gaven voornamelijk verdere invulling aan het samenscholingsverbod en het verbod op niet-essentiële verplaatsingen. Er kwam kritiek van politiediensten, die de maatregelen te weinig precies vonden om correct te handhaven. Grondrechtenspecialisten klaagden dan weer aan dat richtlijnen zonder juridische waarde restrictievere regels instelden dan de ministeriële besluiten zelf, bijvoorbeeld op het vlak van fysieke activiteit. Enkel de tekst van de ministeriële besluiten zelf zou als basis mogen dienen voor beboeting.
Anders dan in veel landen zijn de coronamaatregelen in België niet gebaseerd op een noodtoestand, aangezien de Grondwet geen opschorting van rechten toestaat. Grondslag voor het inperken van de bewegingsvrijheid is de wetgeving rond civiele veiligheid.

##### Betwistingen
Experts voerden aan dat de wet van 2007 oneigenlijk wordt toegepast, aangezien deze alleen bedoeld is voor zeer kortstondige noodsituaties. Zij vrezen daarom voor het ondergraven van de rechtsstaat. Drie restauranthouders vorderden daarop de schorsing van het ministerieel besluit van 18 oktober 2020 (sluiting horeca en avondklok), maar die werd door de Raad van State in twee afzonderlijke arresten van 30 oktober verworpen.

#### Pandemiewet (oktober 2021-maart 2022)
Zodra de pandemiewet op 4 oktober 2021 in werking was getreden, werden de regeringsmaatregelen neergelegd in koninklijke besluiten. Het eerste Besluit van 28 oktober 2021 hield de afkondiging in van een epidemische noodsituatie tot 28 januari 2022. Aangezien het Besluit werd bekrachtigd in het Parlement, kon de regering met specifieke koninklijke besluiten maatregelen uitvaardigen. Dat gebeurde voor de eerste maal met een Koninklijk Besluit, eveneens van 28 oktober 2021. gewijzigd door het Besluit van 19 november, van 27 november, van 4 december van 23 december, van 29 december 2021, en van 27 januari 2022. Met dit Besluit, bij wet bekrachtigd, werd ook de epidemische noodsituatie verlengd. Op die basis werd het Besluit van 28 oktober 2021 opnieuw gewijzigd door het Koninklijk Besluit van 17 februari 2022. en van 5 maart 2022.
Uiteindelijk werd de epidemische noodsituatie, met onmiddellijke ingang, afgeschaft met de wet van 11 maart 2022.

### 2020

#### 6 maart 2020
Op 6 maart 2020 gaf de FOD Buitenlandse Zaken negatief reisadvies voor schoolreizen naar Italië, na een annulatiebesluit van de Italiaanse regering.

#### 10 maart 2020
De eerste Nationale Veiligheidsraad komt samen op 10 maart 2020. Afstand houden is de rode draad in het verslag. Dit werd er beslist:
- In bedrijven waar het kan, wordt thuiswerk aanbevolen.
- Scholen krijgen de suggestie om schoolfeesten en meerdaagse schoolreizen te annuleren.
- Er wordt aanbevolen om evenementen van meer dan duizend personen te verbieden. De regionale en lokale overheden krijgen de bevoegdheid om deze maatregel effectief te nemen.[67]

#### 12 maart 2020
Op 12 maart besloot de Belgische federale regering dat vanaf 13 maart om middernacht tot en met 3 april de volgende maatregelen van kracht zouden zijn:
- Cafés, restaurants en discotheken blijven gesloten. Afhaalrestaurants (waaronder frituren) mogen openblijven. Maaltijden mogen niet ter plaatse verbruikt worden. Afhalen en thuisbezorging van maaltijden en drive-in zijn toegestaan.
- Hotels blijven open, maar hun restaurants en ontbijtzalen worden gesloten.
- Alle winkels die essentiële diensten leveren zoals voedingszaken (inclusief supermarkten), dierenvoedingswinkels en apotheken blijven open zoals gewoonlijk, ook in het weekend. Andere handelszaken blijven open tijdens de week, maar moeten in het weekend sluiten.
- Markten mogen plaatsvinden, mits enkele aangepaste richtlijnen tijdens de weekdagen. Tijdens het weekend zullen er enkel kramen toegelaten worden met voedingsmiddelen.
- Onderwijs: in het kleuter-, lager en middelbaar onderwijs worden de lessen geschorst vanaf 16 maart tot en met 3 april. Opvang moet voorzien worden voor leerlingen tot 14 jaar waarvoor anders geen opvang of enkel opvang door de grootouders mogelijk is. Voor hogescholen en universiteiten moet massaal ingezet worden op afstandsonderwijs.
- Crèches blijven open.
- Alle evenementen worden afgelast. Dit houdt in dat sportieve en culturele manifestaties niet toegelaten zijn. Pretparken en musea worden gesloten.

De regionale en lokale overheden (deelstaatregeringen, provinciegouverneurs en burgemeesters) hebben de bevoegdheid om strengere maatregelen uit te vaardigen.

#### 17 maart 2020
Op 17 maart werd besloten tot een zogenaamde lockdown light ingaand op 18 maart 's middags. Er werd aangekondigd dat tot minstens 5 april alle niet-essentiële winkels dichtgaan. Supermarkten, voedingswarenwinkels, drogisterijen en apotheken blijven wel open. Mensen mogen nog wel naar buiten om te wandelen, joggen of fietsen. Dat wordt zelfs aangeraden. Thuiswerken wordt de norm in België, volgens premier Sophie Wilmès. Alle niet-essentiële verplaatsingen verboden, evenals niet-essentiële reizen naar het buitenland.

#### 20 maart 2020

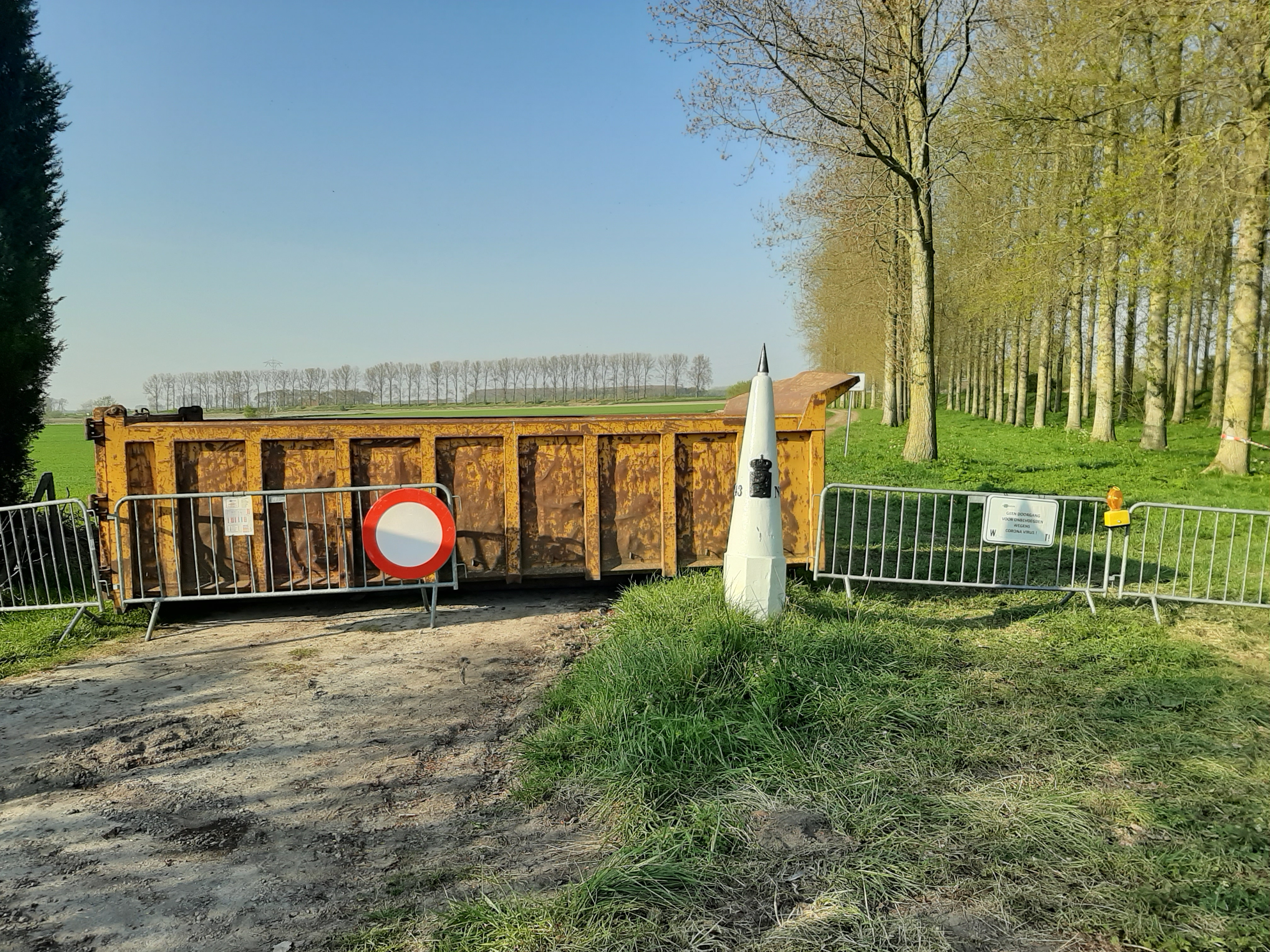
Versperring op de grens met Nederland bij het Oost-Vlaamse Boekhoute

Op 20 maart besloot de regering om de grenzen grotendeels te sluiten. Al het niet-essentiële grensverkeer werd verboden. Dit om het grenstoerisme tegen te gaan, waarbij Belgen massaal richting Nederland gingen omdat daar horeca en winkels nog open waren en Nederlanders naar België kwamen om te tanken, naar de supermarkt te gaan of te wandelen. In de praktijk kwamen er ook geen grenscontroles in en rondom de Belgische enclave Baarle-Hertog. Bij de grens met Duitsland ging het om dezelfde problematiek, waarbij aan weerszijden van de grenzen verschillende maatregelen werden genomen. Al deze maatregelen werden op 27 maart verlengd tot en met minstens 19 april, met de mogelijkheid om deze nog zeker tot en met 3 mei te verlengen.

#### 15 april 2020
Op 15 april besloot de Nationale Veiligheidsraad:
- de geldende inperkingsmaatregelen te verlengen tot en met 3 mei
- doe-het-zelfwinkels en tuincentra mogen opnieuw openen vanaf 18 april, mits de veiligheidsafstanden die ook gelden in de supermarkten
- bewoners van rust- en verzorgingstehuizen of centra voor personen met een beperking, en mensen die geïsoleerd leven en zich niet kunnen verplaatsen, mogen bezoek krijgen van een vaste, vooraf aangeduide persoon, op voorwaarde dat die persoon 2 weken vrij is van symptomen. Na protest vanuit de sector van woon-zorgcentra ging de versoepeling in de praktijk niet door.

#### 24 april 2020
Op 24 april 2020 besloot de Nationale Veiligheidsraad tot een uitbreiding van de capaciteit inzake "testing en tracing", en tot een "exitstrategie", een geleidelijke versoepeling van de maatregelen, met behoud nochtans van de algemene regels inzake hygiëne en afstand (1,5 meter): 
- fase 1-a, vanaf 4 mei:
  - fysieke activiteit en contactloze sporten in open lucht zijn toegestaan met maximaal twee personen, naast de mensen die onder hetzelfde dak wonen
  - bedrijven, intern en onderling kunnen opnieuw aan de slag, mits veiligheidsnormen (afstand, mondmaskers, spreiding)
  - stoffenwinkels mogen openen (om mondmaskers te helpen maken)
- fase 1-b, vanaf 11 mei:
  - alle winkels mogen openen, ongeacht sector of grootte, maar wel mits strenge veiligheidsnormen (aantal klanten, afstand, contact)
- fase 2, vanaf 18 mei komt er mogelijk een versoepeling voor:
  - contactberoepen (kappers en dergelijke)
  - musea
  - ploegsporten
  - scholen (proefopening vanaf 15 mei), gespreid en mits voorwaarden
  - bepaalde sociale activiteiten met meer personen
  - daguitstappen
- fase 3, vanaf ten vroegste 8 juni wordt overwogen:  
  - horeca, te beginnen met de restaurants
  - zomeractiviteiten zoals buitenlandse reizen, kampen van jeugdbewegingen (beslissing eind mei), stages, toeristische attracties, kleinere openluchtevenementen (massa-evenementen blijven verboden tot 31 augustus).[76]

#### 6 mei 2020
Op 6 mei bevestigde de Nationale Veiligheidsraad fase 1b vanaf 11 mei, en besliste bovendien:
- vanaf zondag 10 mei mag elk gezin thuis (maar liefst in tuin of op terras) maximaal vier personen - altijd dezelfde – ontvangen, mits de gebruikelijke veiligheidsvoorwaarden
- op 11 mei worden de winkels heropend, evenals individuele marktkramen (mits lokale toelating), dit alles onder strikte voorwaarden (alleen winkelen, tenzij met kind of hulpbehoevende, 1 klant per 10m², maximaal 30 minuten, afstand houden...)
- de verdere fases worden voorbereid, maar tot zolang blijven eerdere verboden van kracht.

#### 13 mei 2020
Op 13 mei bevestigde de Nationale Veiligheidsraad om vanaf 18 mei fase 2 van het afbouwplan op te starten, maar een volgende stap zal tot 8 juni moeten wachten.
- geleidelijke heropstart in het basis- en secundair onderwijs, onder strikte organisatorische voorwaarden; kleuterscholen blijven gesloten, het hoger onderwijs heeft het einde van het academiejaar al georganiseerd samen met de gemeenschapsoverheden;
- musea en culturele bezienswaardigheden kunnen weer open, mits voorwaarden (online tickets, beperking van aantallen);
- contactberoepen kunnen aan de slag, onder bepaalde voorwaarden (mondmaskers, afstand, op afspraak);
- markten mogen opnieuw (maximaal 50 kramen, circulatieplan, afstand, mondmasker voor de marktkramers);
- trekpleisters in de natuur, zoals dierenparken, mogen open, mits voorwaarden (online tickets, circulatieplan, aantal bezoekers, geen cafetaria's, attracties of speeltuinen);
- sporttrainingen in de buitenlucht en in clubverband mogen worden hervat (veiligheidsafstand, coach aanwezig, maximum 20 personen);
- huwelijken en begrafenissen kunnen, mei maximum 30 personen (afstand, geen receptie nadien).

#### 22 mei 2020
Op 22 mei werden de maatregelen rond jeugdactiviteiten versoepeld: 
- vanaf 27 mei mogen een aantal speeltuinen weer open, mits voorwaarden
- vanaf 1 juli kunnen zomerkampen en jeugdactiviteiten opstarten (max. 50 personen).[79]

#### 3 juni 2020
Op 3 juni keurde de Nationale Veiligheidsraad het afbouwplan vanaf 8 juni goed. Van dan af werd vrijheid de regel, en wat niet mag de uitzondering. Activiteiten blijven verboden wanneer ze een te nauw contact tussen mensen of massabijeenkomsten met zich meebrengen, of wanneer nog geen protocollen (specifieke regels) voor die sector bestaan.
De Veiligheidsraad bevestigt de eerdere, algemene regels inzake afstand, hygiëne, risicopatiënten, beperking van sociale contacten, en voorkeur voor buitencontact en telewerken. Meer bepaald gelden volgende regels:  
- in situaties waar men de veiligheidsafstand niet kan respecteren (bv. openbaar vervoer) moet een mondmasker gedragen worden;
- men kan nu wekelijks met 10 verschillende, en wisselende, personen nauwer contact hebben, bovenop de gezinsleden (= uitgebreide persoonlijke bubbel);
- georganiseerde sport- en cultuuractiviteiten onder begeleiding, beperkt tot 20 personen (50 personen vanaf 1 juli), mits de veiligheidsafstand wordt gerespecteerd;
- horeca, sport en cultuur gaan opnieuw van start, volgens protocollen die bepaald worden door de bevoegde minister:
  - voor de horeca gelden voorwaarden (1,50 m tussen de tafels; maximaal 10 personen per tafel; klanten moeten aan eigen tafel blijven zitten; obers moeten een masker dragen; opening tot één uur 's morgens)
  - cultuursector (inclusief bioscoop): activiteiten zonder publiek vanaf 8 juni, vanaf 1 juli met maximaal 200 zittende aanwezigen, mits veiligheidsregels, en mondmasker aanbevolen;
  - sportactiviteiten: contactloze sportactiviteiten worden hervat, indoor en outdoor, amateur of professioneel, competitie en training; sportzalen en fitnessruimtes mogen ook heropenen, mits veiligheidsvoorwaarden (hygiëne, afstand, geen kleedkamers en douches); zwembaden, sauna's en wellnesscentra blijven nog gesloten;
- erediensten met maximum 100 personen (200 vanaf 1 juli) kunnen worden hervat, mits veiligheidsvoorschriften, en zonder fysiek contact;
- reizen en toerisme: vanaf 8 juni mogelijk binnen België, vanaf 15 juni binnen de Europese Unie (plus Verenigd Koninkrijk, Zwitserland, Liechtenstein, IJsland en Noorwegen);
- alle overige georganiseerde activiteiten worden hervat, tenzij de herstart in een andere fase wordt gepland; zoals:
  - speelhallen (bv. casino’s), banket- en receptiezalen (max. 50 personen) vanaf 1 juli, nachtclubs pas eind augustus.
  - conferenties, pretparken en binnenspeeltuinen vanaf 1 juli;
  - kermissen en dorpsfeesten vanaf 1 augustus, maar grote massa-evenementen blijven verboden tot en met 31 augustus.

De protocollen worden tegen 1 juli opnieuw geëvalueerd. Fases 4 en 5 van de afbouwstrategie starten in juli en augustus, als de epidemiologische situatie het toelaat.

#### 24 juni 2020
Op 24 juni besloot de Nationale Veiligheidsraad om vanaf 1 juli over te gaan tot fase 4 van de afbouw. Mits toepassing van de algemene regels en de specifieke protocollen wordt de heropening toegestaan van:
- zwembaden en wellnesscentra;
- pretparken en binnenspeeltuinen;
- theaters en bioscopen;
- casino's en speelzalen;
- congres- en feestzalen met een limiet van 50 personen.

De sociale bubbel wordt vergroot van 10 naar 15 verschillende mensen per week, naast het gezin.
Verder blijven nachtclubs gesloten, en massa-evenementen verboden. Voor kleinere evenementen wordt een online-instrument (matrix) uitgewerkt om de lokale overheden te helpen bij het verlenen van vergunningen. Er geldt een capaciteitslimiet van 200 mensen binnen, en 400 mensen buiten (augustus: 400 binnen, 800 buiten). Het maximum aantal deelnemers buiten is ook van toepassing voor demonstraties. Tegelijk worden vanaf 1 juli enkele maatregelen versoepeld: winkelen kan met mensen uit de contactbubbel en zonder tijdslimiet, en geen beperking meer op het aantal marktkramen.

#### 9 juli 2020
Op 9 juli 2020 werd besloten het dragen van mondmaskers te verplichten in winkels, bibliotheken, bioscopen, theaters, musea, concert- en conferentiezalen en gebedshuizen. De beslissing werd genomen in het Overlegcomité van de regeringen, en zou daags nadien bekrachtigd worden op een elektronische Nationale Veiligheidsraad.
Anderzijds publiceerde de federale overheid via de website van Buitenlandse Zaken een lijst van landen volgens een kleurcode: 
- groen: reizen is mogelijk
- oranje: mogelijk mits quarantaine, een test of andere voorwaarden
- rood: nu niet mogelijk of niet toegelaten.

Code oranje zorgde echter voor verwarring, omdat de formule “verhoogde waakzaamheid” nu eens wel, dan weer geen quarantaine inhield. Bovendien wisselde de toekenning van codes verschillende malen. Zo stond Zweden op 28 juni en 8 juli met code groen, op 12 en op 15 juli om 8.36 u. (GMT) met code rood, maar om 14.52 u. (GMT) met code oranje.

#### 23 juli 2020
Op 23 juli besliste de Nationale Veiligheidsraad om fase 5 van het afbouwplan (voorzien voor 1 augustus) niet te activeren. Alle vroegere beperkingen blijven dus ongewijzigd. Wat de beurzen betreft, daar is een hervatting van de activiteiten voorzien voor 1 september, onder strikte voorwaarden en afhankelijk van de evolutie van de epidemie.
Voorts zijn volgende maatregelen genomen, met ingang van zaterdag 25 juli:
- De mondmaskerplicht wordt uitgebreid tot alle markten, rommelmarkten en kermissen, in winkelstraten en op alle drukke plaatsen (privé of openbaar) zoals bepaald door de plaatselijke autoriteiten, in alle openbare gebouwen voor de delen die toegankelijk zijn voor het publiek, en in horecazaken, behalve als mensen aan tafel zitten.
- De sluitingstijd van de nachtwinkels wordt vervroegd naar 22 uur.
- Klanten van de horeca zal worden gevraagd een e-mailadres of een telefoonnummer achter te laten; deze informatie zal na 14 dagen worden vernietigd en kan niet worden gebruikt voor andere doeleinden dan de bestrijding van het virus.
- Lokale autoriteiten kunnen aanvullende voorzorgsmaatregelen overwegen, tot zelfs de afkondiging van een lokale lockdown in overleg met de gewesten en de gouverneurs, en binnen het kader van het ministerieel besluit.
- De zogenoemde "bubbel van 15" wordt niet verlaagd, maar moet absoluut worden nageleefd, en iedereen moet een lijst kunnen opmaken van alle nauwe contacten tijdens de voorbije week.[90]

#### 27 juli 2020
Op 27 juli trok de Nationale Veiligheidsraad een aantal eerdere versoepelingen weer in voor een termijn van minstens 4 weken, en dit na de onheilspellende besmettingscijfers van de afgelopen week:
- de sociale bubbel wordt vanaf 29 juli beperkt, van 15 wisselende contacten per persoon tot 5 dezelfde personen per gezin (plus kinderen tot 12 jaar)
- familie- of vriendenbijeenkomsten, recepties en banketten beperkt tot 10 personen (plus kinderen tot 12 jaar)
- evenementen die onder toezicht en volgens protocollen plaatsvinden, kunnen toegestaan worden door de burgemeesters, maar in elk geval met een maximum van 100 personen binnen en 200 personen buiten, met mondmaskerplicht
- eerdere beperkingen in winkels (alléén winkelen, maximum 30 minuten behalve op afspraak), worden weer van kracht
- op een aantal plaatsen worden contactgegevens opgevraagd.

Voorts wordt telewerk opnieuw sterk aanbevolen, worden de gratis treintickets uitgesteld tot september, en zal de contactopsporing worden versterkt.
De Nationale Veiligheidsraad dringt erop aan dat de lokale overheden krachtige maatregelen nemen als de epidemiologische situatie op hun grondgebied verslechtert. Zij zullen epidemiologische gegevens ontvangen van de regionale autoriteiten en zij hebben de ruimte om in te grijpen als de situatie dat vereist.

#### 20 augustus 2020
Op 20 augustus besloot de Nationale Veiligheidsraad dat alle leerlingen vanaf 1 september weer naar school kunnen gaan op basis van de "code geel" (een situatie waarin het virus nog steeds actief is, maar wel onder controle is): normale schoolweek van 5 dagen, mits mondmaskerplicht vanaf 12 jaar en het opschorten van bepaalde buitenschoolse activiteiten in het secundair onderwijs. In gemeenten met besmettingspieken kunnen de ministers van Onderwijs overstappen op kleurcode oranje (verminderd aantal schooldagen voor de tweede en derde graad van het secundair onderwijs). Over het hoger onderwijs wordt later beslist. 
Voorts geldt voor de maand september:
- de sociale bubbel blijft beperkt tot 5 personen, of 10 voor contacten waarbij de veiligheidsafstand wordt gerespecteerd;
- aan de experts van Celeval is gevraagd om advies over de langetermijnstrategie inzake sociale contacten;
- rouwmaaltijden ("koffietafel") na een uitvaart kunnen plaatsvinden met maximaal 50 personen;
- vanaf 24 augustus kan men met z'n tweeën winkelen, en dit zonder tijdslimiet;
- publieke evenementen kunnen voortaan met maximum 200 mensen indoor en 400 mensen outdoor – behoudens uitzonderingen – mits mondmaskerplicht en naleving protocollen;
- ongehuwde partners uit verschillende landen kunnen naar elkaar toe reizen, mits dezelfde test- en quarantaineregels als de anderen.

Voorts herinnert de Veiligheidsraad eraan dat sinds 1 augustus alle personen die terugkeren na een verblijf in het buitenland van meer dan 48 uur, het Passenger Locator Formulier moeten invullen. Bovendien:
- wie terugkeert uit een rode zone moet zich laten testen en in quarantaine blijven, zelfs als hij/zij geen symptomen vertoont;
- wie terugkeert uit een oranje zone, wordt hetzelfde gevraagd, maar op vrijwillige basis, vooral als die persoon risicovolle contacten heeft gehad;
- iedereen wordt gevraagd om actief deel te nemen aan de contact tracing.

#### 23 september 2020
De beslissingen op de Nationale Veiligheidsraad van 23 september 2020 werden algemeen als “versoepelingen” beschouwd:
- alle sociale contacten kunnen, mits afstand houden of mondmasker, en met hooguit 10 personen op dezelfde plaats op hetzelfde moment (kinderen niet inbegrepen)
- nauwere contacten kunnen met hooguit 5 personen (buiten het gezin, per maand)
- bij evenementen die professioneel worden georganiseerd gelden geen beperkingen voor het aantal genodigden, mits horecaregels en protocollen. In de horeca blijft de limiet van 10 personen per tafel
- dansgelegenheid is er in dit stadium nog steeds niet
- de algemene mondmaskerplicht buitenshuis vervalt vanaf 1 oktober, behalve op drukbezochte plaatsen (bepaald door de lokale autoriteiten), op het openbaar vervoer, en in winkels of bioscopen en ongeacht het aantal mensen.
- de beperkingen op het winkelen (aantal personen en tijd) worden opgeheven
- inzake testing wordt de capaciteit opgevoerd, en organisatorische en administratieve stroomlijning doorgevoerd
- voor de tracing wordt op 30 september de mobiele app Coronalert gelanceerd
- de quarantaineregels worden verkort (7 dagen) en vereenvoudigd, evenals de regels voor wie terugkeert uit vakantie
- voor koppels met een verschillende nationaliteit en/of verblijfsland (“love is not tourism”) wordt de bewijslast verzacht.

Voorts bevestigt de Veiligheidsraad de permanente voorschriften (“zes gouden regels”), en de aanbeveling tot thuiswerk. Aan het adviesorgaan Celeval wordt gevraagd de protocollen inzake publieke evenementen aan te passen, en de voorgestelde epidemiologische barometer klaar te maken voor toepassing in oktober.
Critici betreurden de versoepelingen in het licht van de stijgende besmettingscijfers. De Vlaamse rectoren riepen de studenten zelfs op zich niet te laten verleiden door de versoepelingen, en een strikter contactregime aan te houden.

#### 6 oktober 2020
Binnen de nieuwe Regering-De Croo nam op 6 oktober het Overlegcomité het coronabeleid over van de Nationale Veiligheidsraad. Meteen werden de maatregelen verstrengd, onder meer:
- nauwe contacten worden beperkt tot maximum 3 per maand
- privé-bijeenkomsten thuis of buiten: maximum 4 personen, ook per tafel in cafés en cantines
- sluitingsuur cafés: 23.00 uur
- extra inspanningen inzake sensibilisering en handhaving
- telewerk sterk aanbevolen, meerdere dagen per week.

Deze maatregelen vormen de ‘nationale sokkel’, waarop de provinciegouverneurs strengere maatregelen kunnen uitvaardigen.
Daarnaast werd Pedro FACON, directeur-generaal bij Volksgezondheid aangeduid als COVID-19 commissaris.

#### 16 oktober 2020
Het Overlegcomité van 16 oktober sprak van een "zorgwekkende epidemiologische toestand" (alarmniveau 4 – zeer hoge alertheid  – op de COVID-19-barometer), met verhoogde druk op de eerstelijnszorg, met name de huisartsengeneeskunde, en op de ziekenhuizen, waar de continuïteit van de niet-COVID-19-zorg in het gedrang komt. Om erger te vermijden, besloot het Overlegcomité om vanaf 19 oktober de maatregelen van 6 oktober nog te verstrengen, en onder meer:
- nauwe contacten worden beperkt tot maximum 1 persoon
- cafés en restaurants worden gesloten voor vier weken, met een evaluatie na twee weken; afhalen van maaltijden blijft mogelijk tot 22.00 uur
- een nachtklok van 24 u. tot 5 u.

#### 30 oktober 2020
Om de toenemende druk op de ziekenhuizen te verlichten en de besmettingscurve zo snel en radicaal mogelijk om te buigen, werden strengere maatregelen besloten op het Overlegcomité van 30 oktober, en onder meer:
- gebedshuizen blijven open, maar zonder eredienst
- buitenlandse reizen worden sterk afgeraden, maar de grenzen worden niet gesloten conform Europese afspraken
- sluiting van vakantieparken, campings en dierenparken
- sluiting van niet-essentiële winkels (wel afhaal en thuisbezorging)
- sluiting van niet-medische contactberoepen (kappers, schoonheidssalons …)
- verlenging van de herfstvakantie met één week tot 15 november, en minstens 50% afstandsonderwijs voor leerlingen van de 2e en 3e graad.

De maatregelen gelden tot 13 december, met een evaluatie voor de winkels op 1 december.

#### 27 november 2020
Naar aanleiding van de aangekondigde evaluatie voor de winkels op 1 december besloot het Overlegcomité van 27 november 2020 onder meer:
- heropening van winkels vanaf 1 december 2020, onder strikte voorwaarden (hygiëne, individueel bezoek, hooguit 30 minuten, een persoon per 10m2)
- heropening van musea en zwembaden, volgens protocol van hun sector
- beperking sociale contacten blijft tijdens de kerstperiode
- avondklok tussen middernacht en 5.00 uur blijft van kracht, net als het geldende samenscholingsverbod
- algemeen verbod op het verkopen en afsteken van vuurwerk
- scherpere controle op reizen (Passenger Locator Form,[93] quarantaine).

Alle bovenstaande maatregelen gelden tot 15 januari 2021, met een evaluatie begin januari. De maatregelen zouden dan verlopen volgens een van twee fases: een neergaande fase met striktere maatregelen, en een beheersfase waarin protocollen per sector van kracht zijn.

#### 18 december 2020
Het Overlegcomité zag op 18 december 2020 geen mogelijkheid tot versoepeling, maar besloot tot een strengere controle op de naleving van de bestaande regels.

#### 30 december 2020
Die dag deelde premier Alexander De Croo mee dat het Overlegcomité strengere regels oplegt voor wie terugkeert uit een rode zone. Wie langer dan 48 uur in een rode zone was, moet voortaan verplicht in quarantaine. Op dag 1 en dag 7 moet er een coronatest afgelegd. Als de uitslag van die tweede test negatief is, mag de quarantaine beëindigd worden.

#### 31 december 2020
De overheid besloot die dag om vanaf 1 tot 3 januari 2021 de Hoge Venen af te sluiten voor toeristisch autoverkeer tussen 8 uur en 17 uur. Ook gingen alle parkings rondom het natuurgebied dicht, samen met de drie belangrijkste toegangswegen. Mobilhomes worden geweerd langs de kant van de weg.

### 2021

#### 8 januari 2021
De overheid besliste als enige versoepeling dat rijscholen en -examencentra weer open mochten. De maatregelen rond reizen werden verlengd en er kwamen verscherpte controles op de maatregelen.

#### 26 januari 2021
Op 22 januari 2021 besloot het Overlegcomité om niet-essentiële reizen naar het buitenland te verbieden vanaf 27 januari. De uitzonderingen werden nauw omschreven, en wie daarvan wil genieten, moet een verklaring op eer kunnen voorleggen, met bewijsstukken. De termijn voor quarantaine- en isolatie wordt verhoogd van 7 naar 10 dagen. En een heropening van de contactberoepen zou ten vroegste op 13 februari kunnen, op voorwaarde dat de epidemiologische situatie verder gunstig evolueert.

#### 5 en 26 februari 2021
Onder strikte voorwaarden mogen kappers vanaf 13 februari opnieuw aan de slag gaan, andere niet-medische contactberoepen moeten wachten tot 1 maart. Vanaf 8 februari mogen vakantieparken en campings weer open, nadat de Raad van State de sluiting ervan discriminerend vond ten opzichte van andere logies. Vanaf 13 februari mogen ook de tuinen van dierenparken weer open, en mogen makelaars met hun klanten opnieuw woningen bezichtigen. Voorts werden de genomen maatregelen – dus ook de reisbeperkingen – verlengd tot 1 april. Op het Overlegcomité van 26 februari werden mogelijke versoepelingen voorlopig afgewezen, en uitgesteld tot 5 maart.

#### 5 en 19 maart 2021
Er komen voorzichtige versoepelingen vanaf 8 maart, vooral voor buitenactiviteiten, omdat daar het risico op besmetting kleiner is: 
- vanaf 8 maart buiten met 10 personen, meer vrijheid voor jongerenactiviteiten buiten, heropening ijsverkopers, privésauna's en kappers aan huis;
- vanaf 15 maart opnieuw schooluitstappen en iets meer contactonderwijs;
- vanaf april verdere versoepelingen voor buitenactiviteiten, en vanaf mei ook voor binnen, als de situatie het toelaat.[36][111] Op het vervroegd samengeroepen Overlegcomité van 19 maart werd echter beslist de versoepelingen die aangekondigd waren voor 1 april uit te stellen.[37][112]

#### 24 maart 2021: naar code geel
Experts pleitten voor verdere maatregelen door de zorgwekkende coronacijfers. Het Overlegcomité besliste over bijkomende coronamaatregelen. Volgende beperkingen werden vanaf zaterdag 27 maart van toepassing:
- Niet-medische contactberoepen moeten opnieuw de deuren sluiten.
- Niet-essentiële winkels mogen enkel klanten op afspraak ontvangen.
- De buitenbubbel wordt teruggebracht naar 4 personen.

#### 14 april 2021
Het Overlegcomité besloot tot geleidelijke versoepelingen, die echter gekoppeld werden aan een gunstige evolutie van de coronacijfers: 
- vanaf 19 april herstart het onderwijs, deels op afstand, en wordt het reisverbod opgeheven, weliswaar met test- en quarantaineplicht bij terugkeer uit een rode zone;
- vanaf 26 april kunnen buitenontmoetingen met tien in plaats van vier personen, heropenen de niet-medische contactberoepen zoals kappers, en vervalt de afspraakplicht in winkels;
- na 26 april worden enkele testevenementen georganiseerd, en wordt een kalender opgesteld voor de cultuur- en evenementensector;
- vanaf 8 mei, en mits het bereiken van de geplande vaccinatiegraad bij 65-plussers en een terugval van het aantal zieken op intensieve zorg, zouden de pretparken en de terrassen van horecazaken weer open gaan, en wordt de avondklok vervangen door een samenscholingsverbod; buitenevenementen kunnen met maximum 50 deelnemers;
- verdere versoepelingen volgen in juni, mits de gezondheidssituatie dit toelaat.[114]

Een ministerieel ontwerpbesluit met deze maatregelen werd voorgelegd aan de Raad van State, uiteindelijk op 25 april gepubliceerd, en op 7 mei aangevuld.

#### 11 mei 2021
Op 11 mei werden op het Overlegcomité de belangrijkste regelingen afgesproken voor een zomerplan met de nodige versoepelingen, steeds onder voorbehoud van gunstige cijfers inzake ziekenhuisbedden en vaccinaties:
Stap 1 vanaf 9 juni 2021
- ieder gezin kan 4 personen binnen ontvangen
- telewerk blijft verplicht, met de mogelijkheid tot 1 terugkeermoment per week;
- de horeca heropent binnen tussen 8.00 uur en 22.00 uur, tot 4 personen per tafel en onderlinge afstand;
- cultuur- en sportevenementen kunnen doorgaan, met maximum 200 personen binnen, of 75% van de zaalcapaciteit, mits mondmasker en veilige afstand; buiten tot 400 personen; ook kermissen, markten en dergelijke zijn opnieuw mogelijk
- niet-professionele sporten tot 50 personen binnen en 100 personen buiten (met uitzondering voor contactsporten);
- jeugdactiviteiten en verenigingsleven, tot 50 personen, zonder overnachting;
- feesten en recepties tot 50 personen binnen, verder volgens de regels van de horeca;
- erediensten, huwelijken en begrafenissen tot 100 personen binnen en 200 personen buiten;
- bioscopen en allerhande recreatiecentra, fitness, sauna's en dergelijke heropenen, mits specifieke regelingen;
- huis-aan-huisverkoop is opnieuw toegelaten, net als de activiteiten van sekswerkers;
- manifestaties en betogingen tot 100 personen, met vooraf overeengekomen parcours.

Stap 2 vanaf 1 juli, stap 3 vanaf 30 juli 2021 en stap 4 vanaf 1 september 2021:
- verdere geleidelijke versoepelingen worden in het vooruitzicht gesteld, steeds onder voorbehoud van gunstige cijfers inzake ziekenhuisbedden en vaccinaties. De concrete bepalingen worden later gepubliceerd.

Het Overlegcomité benadrukt tot slot de toevoeging aan de basisregels van een goede ventilatie.

#### 4 juni 2021
Op 4 juni werden de regels voor de versoepelingen vanaf 9 juni gepreciseerd en deels uitgebreid, en regels bepaald voor de zomerreizen van 2021:
- "Vrij en veilig reizen" zal binnen de Europese Unie vanaf 1 juli 2021 kunnen op basis van het Europees digitaal coronacertificaat. Reizen buiten de Europese Unie blijven sterk afgeraden. De regels bij terugkeer verschillen naargelang de kleurcode van de betrokken landen. Het locatieformulier ("Passenger Location Form") blijft behouden, en wie zich nog niet kon laten vaccineren, kan twee PCR-tests terugbetaald krijgen.
- De openingsuren in de horeca worden vanaf 9 juni uitgebreid, van 5u 's ochtends tot 23.30 uur.
- Evenementen: een dertigtal testevenementen kan deze zomer doorgaan, en grootschaligere evenementen, tot 75.000 bezoekers, vanaf 13 augustus, mits de nodige testen.

#### 18 juni 2021
Op 18 juni stelde het Overlegcomité vast dat de ziekenhuisopnames waren gedaald tot minder dan 75 per dag, het aantal ziekenhuisbedden voor coronapatiënten minder dan 1.000 bedroeg, en de positiviteitsratio tot onder de 4% was gedaald. Bijgevolg werd beslist om op 27 juni de volgende stap van het Zomerplan te activeren:
- sociale contacten kunnen tot 8 geïnviteerde personen binnen, voor toeristische logies vervallen de beperkingen, mits geldende protocollen gerespecteerd worden;
- winkelen: kan met meerdere personen, mits mondmasker
- horeca: kan nu tot 8 personen; het sluitingsuur wordt verlaat naar 1 uur 's nachts;
- voor banketten en recepties gelden er geen maxima meer; voor het overige gelden de regels van de horeca;
- erediensten: tot 200 personen binnen en 400 personen buiten; bij gebruik van CERM of CIRM[118], gelden bepalingen evenementensector;
- markten, kermissen en dergelijke: boven de 5.000 bezoekers met eenrichtingsverkeersplan; mondmaskerplicht in juli en augustus;
- evenementen: binnen tot 2.000 (testevenementen: 4.000, buiten 2.500/5.000) aanwezigen, mits ze een Covid Safe Ticket hebben;
- het nachtelijk samenscholingsverbod vervalt, en de beperkingen op betogingen vallen weg, mits het respecteren van de mondmaskerplicht en de verplichting tot veilige afstand;
- verder enkele verduidelijkingen inzake (sport)activiteiten.

#### 19 juli 2021
Het Overlegcomité van 19 juli kondigde geen verdere versoepelingen aan, en bevestigde eerder genomen maatregelen. Voorts onder meer:
- bij terugkeer uit Europese hoogrisicozones wordt een PCR-test vereist op dagen 1 en 7, met quarantaineplicht indien positief;
- de controles op het invullen van het Passenger Locator Form en het bezit van een digitaal coronacertificaat worden aangescherpt;
- organisatoren van jeugdkampen wordt met aandrang algemene pre-testing gevraagd;
- het Covid Safe Ticket kan het mondmasker vervangen vanaf 13 augustus, voor evenementen met meer dan 1.500 personen;
- zorgverleners worden verder gesensibiliseerd om zich te laten vaccineren.

#### 20 augustus 2021
Vanwege de hoge vaccinatiegraad kon het Overlegcomité van 20 augustus algemene versoepelingen van het Zomerplan in het vooruitzicht stellen. Meer bepaald, vanaf 1 september:
- in de horeca vervallen de beperkingen (sluitingsuur, zitplaatsen, bediening);
- in de persoonlijke sfeer, bij familiebijeenkomsten, in het verenigingsleven, en bij evenementen tot 200 personen (400 buiten) vallen de beperkingen op het aantal genodigden weg;
- bij grotere evenementen geldt het Covid Safe Ticket;
- de algemene aanbeveling voor telewerk wordt opgeheven;
- vanaf 1 oktober kunnen ook de discotheken weer open (mits aangepast protocol).

Anderzijds: 
- voor het zorgpersoneel wordt de vaccinatieplicht ingevoerd;
- de mondmaskerplicht blijft in de horeca (rondwandelen), tijdens erediensten, op het openbaar vervoer en op drukke plaatsen;
- omdat de situatie in Brussel minder rooskleurig is, worden de versoepelingen daar nog uitgesteld.

Het COVID-19 Commissariaat en het Nationaal Crisiscentrum bereiden een rapport voor om het einde van de federale fase voor te bereiden.

#### 17 september 2021
Het Overlegcomité van 17 september koos voor een gedifferentieerde versoepeling van de maatregelen vanaf 1 oktober. Federaal blijft de mondmaskerplicht enkel behouden in het openbaar vervoer, de zorginstellingen, bij contactberoepen, en evenementen met meer dan 500 personen binnen. De gewesten kunnen echter strengere verplichtingen opleggen indien de epidemiologische situatie dit vereist. In de praktijk verdwijnt de mondmaskerplicht in de horeca en de winkels in Vlaanderen, maar blijft hij grotendeels behouden in Brussel en Wallonië.
Voorts geldt vanaf oktober: 
- Discotheken, dancings en nachtclubs kunnen opnieuw openen, mits Covid Safe Ticket en aangepaste ventilatie.
- Het Covid Safe Ticket kan door de gewesten bij decreet of ordonnantie verplicht worden als toegangsbewijs, en kan door organisatoren van grote evenementen gebruikt worden als alternatief voor de verplichtingen inzake CIRM[125]/CERM.[126]
- De controle op het verplichte Passenger Locator Form (PLF) voor alle terugkerende of aankomende reizigers blijft behouden.
- In het Brussels gewest worden bijkomende maatregelen getroffen om de pandemie verder in te dijken. Die omvatten onder meer een scherpere controle op inkomende reizigers, het behoud van het telewerk en het uitbreiden van de vaccinatiemogelijkheden.

#### 26 oktober 2021
Het Overlegcomité van 26 oktober koos voor een uitbreiding van de mondmaskerplicht, het Covid Safe Ticket en telewerk om de toegenomen viruscirculatie af te remmen. Meer bepaald, vanaf 29 oktober:
- Mondmaskerplicht:
  - winkels en winkelcentra;
  - zorginstellingen;
  - publiek toegankelijke ruimtes van bedrijven, overheidsgebouwen, gerechtsgebouwen;
  - inrichtingen voor culturele, feestelijke, sportieve, recreatieve activiteiten, waaronder schouwburgen, concertzalen, cinema’s, musea, indoor pret- en themaparken, indoor fitnesscentra en sportcentra;
  - bibliotheken, spelotheken en mediatheken;
  - erediensten.
- Voor publieke evenementen stelt de federale regering het gebruik in van het Covid Safe Ticket voor evenementen vanaf 200 personen binnen en 400 personen buiten. Bij gebruik van het Covid Safe Ticket vervalt de mondmaskerplicht.
- Telewerk wordt sterk aanbevolen bij voor alle personeelsleden van ondernemingen, verenigingen en dienstverleners.

De maatregelen steunen op de “epidemische noodsituatie” die de regering uitriep op basis van de sedert 4 oktober geldende pandemiewet.

#### 17 november 2021
Het Overlegcomité kwam wegens de snel stijgende cijfers vervroegd bijeen op 17 november. Om een totale overbelasting van het gezondheidssysteem te vermijden en het onderwijs en de economie zo normaal mogelijk te laten functioneren, besloot het Overlegcomité: 
- een brede mondmaskerplicht, vanaf 10 jaar, in besloten ruimtes, onder meer alle collectief vervoer, alle contactberoepen, zorginstellingen, horeca, fitnesscentra, evenementen, winkels, en alle publiek toegankelijke ruimtes; voor het onderwijs beslissen de gemeenschappen over een mondmaskerplicht voor kinderen jonger dan 12;
- naast het Covid Safe Ticket wordt ook het mondmasker verplicht voor alle bijeenkomsten (vanaf 50 personen binnen, 100 personen buiten), horeca, zalen voor podiumkunst of culturele activiteiten, indoor circus, cinema's, musea en (indoor) pret- en themaparken;
- in discotheken en dancings vervalt de mondmaskerplicht mits Covid Safe Ticket plus zelftest ter plaatse;
- verplicht telewerk met de mogelijkheid tot het organiseren van terugkeermomenten (1 keer per week per persoon tot en met 12 december, nadien 2 keer per week);
- veralgemeende extra vaccinatie vanaf 12 jaar, mogelijk vanaf 5 jaar.

De maatregelen gelden vanaf 20 november en tot 28 januari 2022.
Het Overlegcomité dringt ook aan op een strikte naleving van de maatregelen. Het bepleit bij de gewesten een snelle veralgemening van CO2-meters in alle (klas)lokalen, en herhaalt de algemene voorzorgsmaatregelen.

#### 26 november 2021
Nauwelijks 9 dagen na de vorige vergadering komt het Overlegcomité opnieuw vervroegd bijeen op 26 november. Dat bleek nodig na de snel verslechterende toestand, met overbelasting van het zorgsysteem, uitval van zorgpersoneel en uitstel van patiëntenzorg tot gevolg. Maatregelen:
- de booster-vaccinatie wordt versneld uitgerold, tot en met de 5- tot 11-jarigen;
- private bijeenkomsten binnen worden verboden, behalve huwelijksfeesten en begrafenissen (mits horecaregels);
- voor bijeenkomsten in privéwoningen raadt het Comité zelftesten aan; bij gebruik van professionele catering gelden de horeca-regels;
- in de horeca wordt het aantal personen per tafel beperkt tot 6 (tenzij grote gezinnen), met sluiting om 23 uur, ook voor de nachtwinkels;
- discotheken en dancings worden gesloten;
- publieke evenementen binnen mogen enkel zittend verlopen, met Covid Safe Ticket plus mondmasker; handelsbeurzen mogen doorgaan, mits mondmasker;
- evenementen buiten: mits afstandsregel (1,5 meter);
- sportwedstrijden binnen: enkel zonder publiek;
- onderwijs en jeugd: de bevoegde (gewestelijke) ministers nemen maatregelen op basis van de algemene maatregelen;
- telewerk: de bestaande maatregelen worden verlengd tot 19 december, daarna maximaal twee terugkeerdagen;
- handhaving: het Comité vraagt politie- en inspectiediensten, en burgemeesters om streng op te treden tegen overtredingen van de maatregelen.

Het Overlegcomité herhaalt de bekende voorschriften zoals beperking van contacten, zelftesten en ventilatie. De genomen maatregelen gaan onmiddellijk in, behalve voor professioneel georganiseerde evenementen, die ingaan op 29 november. De maatregelen van dit "winterpakket" zullen tegen 15 december geëvalueerd worden op een volgende vergadering.

#### 3 december 2021
Slechts 7 dagen later was er alweer een Overlegcomité, met bijkomende maatregelen. Zo werd de leeftijd voor mondmaskerplicht verlaagd tot 6 jaar, zijn binnenactiviteiten beperkt en werd een reeks onderwijsmaatregelen genomen (onder meer inzake ventilatie, quarantaine vanaf 2 besmettingen, en vervroeging kerstvakantie). De maatregelen gingen op 4 december in, en worden op 20 december opnieuw geëvalueerd.
De kort op elkaar volgende wissels van maatregelen veroorzaakten echter heel wat ongenoegen.

#### 22 december 2021
Het Overlegcomité formuleert en herhaalt een hele reeks aanbevelingen en vaststellingen. Er is beslist om met ingang van zondag 26 december de regels van 3 december te behouden, zonder versoepelingen. Alle massa-evenementen binnen worden verboden, inclusief culturele en andere voorstellingen, bioscopen en congressen. Blijven gespaard: bibliotheken, musea, bepaalde jeugdactiviteiten en wellnesscentra. De sportieve sector blijft geopend, inclusief fitness en zwembaden, maar zonder publiek. Voor evenementen buiten gelden strengere regels. Winkelen kan nog met maximaal twee personen. Het Overlegcomité vraagt de Taskforce Vaccinatie om zo snel mogelijk en op vrijwillige basis te beginnen met de vaccinatie van kinderen van 5 tot 11 jaar.  
Critici betreurden de volgens hen onevenwichtige besluiten, waarbij men de cultuursector sluit, terwijl de horeca zo goed als ongemoeid wordt gelaten: "Glühwein heeft gewonnen van cultuur", aldus viroloog Marc Van Ranst. Op 28 december 2021 schorste de Raad van State echter de besluiten van het Overlegcomité voor wat de cultuursector betrof, wegens "disproportioneel" en "niet steunend op adequate motieven". Daardoor vervielen de maatregelen, in afwachting van een uitspraak ten gronde.

#### 29 december 2021
Als gevolg van de schorsing van de maatregelen voor de cultuursector, op 28 december uitgesproken door de Raad van State, besloot het Overlegcomité op een elektronische vergadering om de voorwaarden voor de culturele sector (en bij uitbreiding ook voor bioscopen en de evenementensector) te herstellen tot die van 3 december: enkel zitplaatsen, met mondmasker, gebruik van CST vanaf 50 bezoekers, een maximum 200 bezoekers.

### 2022

#### 6 januari 2022
Het Overlegcomité besprak de situatie, en besloot het pakket lopende maatregelen aan te houden.

#### 21 januari 2022: coronabarometer
Op de agenda stond de goedkeuring van de coronabarometer, die op 28 januari ingaat met code rood. Met de “barometer” wordt de beleidsvoorbereiding en communicatie ondersteund, met meer voorspelbaarheid en transparantie tot gevolg. Er komen drie fases, waarbij naast het aantal bedden ook rekening zal gehouden worden met de trend:
- code geel: de epidemiologische situatie en druk op de ziekenhuizen is onder controle (nieuwe hospitalisaties/dag: minder dan 65, minder dan 300 bedden op intensieve zorg);
- code oranje: toenemende druk op het zorgsysteem, er moet ingegrepen worden om de trend opnieuw te keren (nieuwe hospitalisaties/dag: 65-149, 300-500 bedden op intensieve zorg);
- code rood: hoog risico op overbelasting van het gezondheidszorgsysteem (nieuwe hospitalisaties/dag: meer dan 150, meer dan 500 bedden op intensieve zorg);

De barometer betreft publieksevenementen, horeca en vrijetijdsactiviteiten (met onderscheid binnen/buiten en dynamisch/niet-dynamisch), maar niet het onderwijs en sociale contacten. Voorts preciseert het Overlegcomité de daarbij geldende regels.
Daarnaast is vanaf 1 maart de boosterprik (3e prik) vereist voor het Covid Safe Ticket. Het Overlegcomité kondigt verder de verlenging van de epidemiologische noodsituatie tot 28 april 2022 aan en nodigt de parlementen uit het debat te voeren over het Covid Safe Ticket en een eventuele vaccinatieverplichting.

#### 11 februari: versoepelingen
Vanaf 18 februari 2022 schakelt de coronabarometer terug van code rood naar code oranje. Dat houdt een aantal versoepelingen in: het sluitingsuur in de horeca verdwijnt, het nachtleven wordt heropend, en publieke evenementen binnen en buiten zijn opnieuw toegelaten, mits enkele beperkingen. Telewerk blijft aanbevolen, maar niet verplicht. De mondmaskerplicht, voor zover nog geldig, verdwijnt helemaal voor kinderen tot 12 jaar. Reisregels worden versoepeld. Het Covid Safe ticket (CST) blijft wel nog behouden.

#### 4 maart 2022: naar code geel
Vanaf 7 maart ging de coronabarometer naar code geel terugschakelen. Dat omvat onder meer volgende versoepelingen:
- geen Covid Safe Ticket meer in de horeca en op evenementen
- mondmasker blijft aanbevolen bij drukte, maar enkel nog verplicht op openbaar vervoer en in de zorgsector
- reisbeperkingen worden versoepeld:[146]  geen Passenger Locator Form (PLF) meer binnen de EU, geen test- en quarantaineverplichtingen meer mits COVID-certificaat (vaccinatie, test of herstel).

Ook de epidemische noodsituatie en de federale fase van het nationaal noodplan worden na twee jaar afgeblazen.

#### 20 mei
Verdere versoepelingen op dit overlegcomité: de mondmaskerplicht op het openbaar vervoer verdwijnt vanaf 23 mei, en geldt dan nog enkel in ziekenhuizen, artsenpraktijken en apotheken. De coronabarometer wordt gedesactiveerd. De meeste reisbeperkingen, en met name het Passenger Locator Form, worden ingetrokken, behalve voor hoogrisicolanden.

### 2023
- Op 22 maart 2023 werd beslist dat er geen mondmaskerplicht meer geldt in de zorgsector, al kan elke instelling hier zelf over beslissen. In geval van een hoge circulatie van diverse virussen en voor kwetsbare patiënten wordt het wel nog aanbevolen.[150]
- Vanaf 27 april 2023 is zeven dagen isolatie bij een positieve coronatest zonder symptomen niet meer noodzakelijk. Bij respiratoire klachten wordt wel aangeraden thuis te blijven zolang de symptomen aanhouden. Het advies blijft extra hygiënemaatregelen te treffen en contact met andere en zeker kwetsbare personen te vermijden. Zorginstellingen bepalen zelf of nog tot isolatie wordt overgegaan.[151]

## Vlaamse regeringsmaatregelen
Vanaf 13 maart 2020 (tot 19 april 2020) werd door de Vlaamse regering de volgende maatregelen genomen:
- de Vlaamse lokale dienstencentra en de regionale dienstencentra alsook alle instellingen en diensten die gelijkaardige instellingen uitoefenen worden gesloten;[153]
- de toegang tot de Vlaamse woon-zorgcentra wordt beperkt tot: de bewoners, het personeel en de vrijwilligers. Er wordt dus géén bezoek meer toegelaten tot de gebouwen van een woon-zorgcentrum;[154]
- de toegang tot de dagbestedingsactiviteiten van een psychiatrisch verzorgingstehuis, beschut wonen, revalidatieziekenhuizen wordt beperkt tot de: zorggebruikers, personeel en vrijwilligers van het psychiatrisch verzorgingstehuis;[155]

Met ingang vanaf 13 maart 2020 worden ook diverse wijzigingen aangebracht aan de regelgeving inzake mobiliteit. Zo wordt er onder andere voorzien dat:
- het terugkommoment in het kader van de rijopleiding (rijbewijs categorie B) met 2 maanden wordt verlengd (te rekenen vanaf de dag volgend op de einddatum van de noodmaatregelen);[157]
- de toelating tot het praktisch examen (rijbewijs categorie B) met 4 maanden wordt verlengd (te rekenen vanaf de dag volgend op de einddatum van de noodmaatregelen);[158]
- er géén retributiebijslag moet worden betaald door de kandidaat waarvan de afspraak voor het afleggen van het praktisch rijexamen valt in de periode van de noodmaatregelen; de examencentra geven de kandidaat voor het rijexamen voorrang bij het maken van een nieuwe afspraak voor het afleggen van het praktisch rijexamen;[159]
- de geldigheidsduur van het bewijs van vakbekwaamheid (rijbewijs categorieën C1, C1+E, C, C+E, D1, D1+E, D, D+E) die vervallen gedurende de periode van noodmaatregelen, met 4 maanden worden verlengd (te rekenen vanaf de dag volgend op de einddatum van de noodmaatregelen);[160]
- de keuringsactiviteiten in de keuringsstation worden beperkt.[161]

Vanaf 14 maart 2020 (tot 19 april 2020) werd door de Vlaamse regering de volgende maatregelen genomen:
- de Vlaamse centra voor dagverzorging worden gesloten[162];
- de Vlaamse infrastructuren van het centrum voor dagopvang worden gesloten[163].

Vanaf 14 maart 2020 (tot op de datum dat de Nationale Veiligheidsraad heeft beslist om de noodmaatregelen op te heffen) werd door de Vlaamse regering de volgende maatregelen genomen:
- vervoersbewijzen kunnen door een reiziger van De Lijn niet meer met cash geld betaald worden[165].

Vanaf 18 maart 2020 wordt, ingevolge een beperktere beschikbaarheid van chauffeurs, de termijn van 2 dagen waarbinnen rauwe koemelk moet worden opgehaald verlengd tot 3 kalenderdagen.
Vanaf 20 maart 2020 wordt de uitbraak van het coronavirus en de sociaal-economische gevolgen vastgesteld als een civiele noodsituatie met betrekking tot de volksgezondheid. Deze civiele noodsituatie wordt vastgesteld tot en met 17 juli 2020. Ingevolge de vaststelling van dergelijke civiele noodsituatie door de Vlaamse Regering kan er onder bepaalde voorwaarden worden afgeweken van de vereiste van omgevingsvergunning of omgevingsmelding. Verder kan de Vlaamse Regering, in  geval van dergelijke civiele noodsituatie met betrekking tot de volksgezondheid, overgaan tot opschorting, stuiting of verlenging van bepaalde proceduretermijnen of bepaalde procedurele of administratieve verplichtingen in Vlaamse decreten en uitvoeringsbesluiten tijdelijk aanpassen.
De volgende proceduretermijnen of bepaalde procedurele of administratieve verplichtingen werden tijdelijk aangepast, ingevolge de civiele noodsituatie, in verband met :
- energie (niet overgaan tot plaatsen/activeren/uitschakelen van budgetmeters en niet kunnen overgaan tot afsluiting van elektriciteit of aardgas[171]);
- water (niet overgaan tot afsluiten / begrenzen van debiet van waterlevering, behoudens in geval van onmiddellijke bedreiging van volksgezondheid[172]);
- toeristische logies en de verblijven en verenigingen die een werking uitoefenen in het kader van "Toerisme voor Allen";[173]
- de omgevingsvergunning;[174]
- de sportschutterslicenties;[175]
- de Vlaamse materialen- en bodemwetgeving;[176]
- de Raad voor Vergunningsbetwistingen en het Handhavingscollege;[177]
- de ruimtelijke planning, complexe projecten, plan-milieueffectrapportage en leegstaande en verwaarloosde bedrijfsruimten;[178]
- de private en sociale huurmarkt;[179]
- de beleidsvelden jeugd en media;[180]
- de milieuhygiëne;[181]
- de binnenvaart;[182]
- de begraafplaatsen en de lijkbezorging.[183]

Vanaf 3 april 2020 voorziet de Vlaamse Regering in een subsidiëring voor tijdelijke managementondersteuning voor residentiële voorzieningen die worden geconfronteerd met een COVID 19 uitbraak.
Vanaf 8 april 2020 (tot en met 30 september 2020) kan door Vlaamse land- en tuinbouwers, die worden geconfronteerd met liquiditeitsproblemen ten gevolge van de uitbraak van COVID 19 een steunaanvraag worden ingediend.
Het Vlaams Gewest voorziet eveneens in een vergoeding voor verbruik van elektriciteit, verwarming en water gedurende de eerste maand van vergoede tijdelijke werkloosheid ingevolge de coronacrisis. Deze vergoeding bedraagt: 202,68 euro (95,05 euro voor verwarming, 76,86 euro voor elektriciteit en 30,77 euro voor water).
Op 30 december 2020 werden drie Vlaams-Brabantse zorgcentra gevaccineerd.
Wouter Beke, Vlaams minister van Welzijn, meldde op 4 januari 2021 dat alle inwoners van de Vlaamse woonzorgcentra en hun personeel hun eerste inenting krijgen voor het einde van de maand januari 2021. Tegen 10 januari zullen de bewoners en personeel van 42 Vlaamse woonzorgcentra ingeënt zijn, in totaal 6.610 mensen.
Op 8 januari zorgde de Vlaamse regering voor een regeling waardoor lokale besturen de quarantaineverplichtingen kan handhaven.
Op 15 januari 2021 geraakte bekend dat Vlaanderen de opbouw van 94 vaccinatiecentra zal starten. De locaties waren bekend en vanaf 1 maart start men daar het vaccineren van mensen ouder dan 65.

## Brusselse Regeringsmaatregelen
Vanaf 13 maart 2020 werd het (initieel tot en met 31 maart 2020) verboden om op het grondgebied van het Brussels Hoofdstedelijk Gewest om :
- deel te nemen aan een evenement / bijeenkomt van meer dan 1000 personen op een gesloten plaats die toegankelijk is voor het publiek;
- bezoeken te brengen aan: rusthuizen, verzorgingsinstellingen (behoudens specifieke situaties zoals: noodsituatie, palliatieve verzorging overlijden, ...);
- schoolreizen in het buitenland te laten doorgaan door scholen die gevestigd zijn in het Brussels Hoofdstedelijk Gewest.

Vanaf 17 maart 2020 (en tot en met 3 mei 2020) zijn materiële uithuiszettingen in het Brussels Hoofdstedelijk Gewest verboden.
Vanaf 19 maart 2020 wordt de periode waarin de elektriciteits- of gasvoorziening (winterperiode 2019-2020) niet kan worden afgesloten verlengd tot en met 30 april 2020.
Middels een ordonnantie van 19 maart 2020 worden bijzondere machten toegekend aan de Brusselse Hoofdstedelijk Regering in het kader van de gezondheidscrisis COVID-19 (eerste golf).
In totaliteit werd door de Brusselse Hoofdstedelijke Regering 46 bijzondere machtenbesluiten genomen gedurende deze eerste periode van de gezondheidscrisis.
Het geheel van deze 46 bijzondere machtenbesluiten werd bekrachtigd door de ordonnantie van 4 december 2020.
De door de Brusselse Hoofdstedelijke Regering genomen beslissingen in het kader van de toegekende bijzondere machten betreffen:
- verval- en beroepstermijnen die vastgelegd zijn in de Brusselse wetgeving en reglementering worden vanaf 16 maart 2020 gedurende de duur van 1 maand opgeschort (deze termijn van opschorting kan nog met 2 maanden worden verlengd op besluit van de Brusselse Hoofdstedelijk Regering)[197]
- bepaalde ondernemingen (met minder dan 50 voltijdse equivalenten, die een specifieke activiteit uitoefenen en een vestigingseenheid / economische activiteit hebben in het Brussels Hoofdstedelijk Gewest) kunnen vanaf 9 april 2020 (tot en met 1 juni 2020[198]) steun verkrijgen van het Brussels Hoofdstedelijk Gewest, specifiek de toekenning van een eenmalige forfaitaire premie van 4.000 euro.[199]

Op 26 september 2020 werden op crisisoverleg tussen de negentien burgemeesters, de zes Brusselse politiezones, en ministetr-president Rudi Vervoort strengere maatregelen afgesproken, nadat was gebleken dat de besmettingscijfers ruim boven de WHO-drempel waren uitgestegen. De maatregelen zouden op 28 september ingaan, en drie weken duren: 
- cafés sluiten om 23 uur in plaats van om 1 uur
- samenscholingsverbod voor meer dan 10 personen, tussen 23 uur ’s avonds en 6 uur ’s ochtends
- verbod om te eten op de markten
- mondmaskerplicht op plaatsen, aangeduid door de burgemeesters, maar wel de verplichting steeds een mondmasker bij zich te hebben.[201]

Op 7 oktober besloot de provinciale crisiscel tot strengere maatregelen, onder meer een maandlange sluiting van cafés, sportcantines en feestzalen.
Middels een ordonnantie van 23 november 2020 werden bijzondere machten toegekend aan de Brusselse Hoofdstedelijke Regering, in het kader van de tweede golf van de gezondheidscrisis COVID-19.

## Extra maatregelen in provincie Antwerpen
Als gevolg van de verslechterde situatie in Antwerpen, nam provinciegouverneur Cathy Berx drastische maatregelen voor de provincie Antwerpen, met als opvallendste maatregel een avondklok (23.30 u. - 6 u.), ingesteld vanaf 29 juli 2020, voor de duur van vier weken. De basis voor deze maatregel was de Provinciewet en voor de correctionele strafbaarstelling de Blanketwet. Op 12 augustus kondigde gouverneur Berx een versoepeling aan, met onmiddellijke ingang en tot 26 augustus: de avondklok wordt opgeschoven, tussen 1.30 en 5 u. 's morgens ("nachtklok"), de horeca mag open tot 1 uur, en evenementen kunnen opnieuw, mits strenge protocollen.

## Lokale maatregelen
In de eerste “federale” fase van de crisis, van 13 maart tot 25 juli 2020, moesten plaatselijke besturen zich beperken tot het uitvoeren en concretiseren van de federale maatregelen. ‘Ze mochten daar niet van afwijken, hun taak was implementeren.’ Maar eind juli kregen de burgemeesters wettelijk meer mogelijkheden om lokaal eigen, aanvullende coronamaatregelen te treffen. Eind augustus stond de teller op 758 nieuwe politiereglementen en 347 nieuwe burgemeestersbesluiten.

## Officiële aanbevelingen
Via de media, en een specifieke website, info-coronavirus.be, publiceerde de federale regering in maart 2020 volgende aanbevelingen aan het publiek:
Tips om jezelf en je familie te beschermen
1. Blijf thuis, zeker als je ziek bent.
2. Was vaak je handen.
3. Gebruik elke keer een nieuw papieren zakdoekje en gooi het weg in een gesloten vuilnisbak.
4. Geen zakdoek? Hoest of nies in de binnenkant van je elleboog.

Geef het virus niet door aan anderen
1. Geef geen hand, kus of knuffel.
2. Let extra op bij mensen die gevoelig zijn voor het virus: mensen ouder dan 65 jaar, mensen met diabetes of problemen met hart, longen of nieren, mensen die gevoelig zijn voor infecties.
3. Laat kinderen niet in contact komen met oude mensen. Kinderen worden niet heel ziek van het coronavirus, maar ze kunnen het wel makkelijk doorgeven.
4. Hou minstens 1,5 meter afstand als je buiten bent.

In februari 2021 publiceerde de Hoge Gezondheidsraad een reeks Aanbevelingen betreffende de ventilatie van gebouwen.

## Ontvangst bij de bevolking
Bij een corona-enquête van de Universiteit Antwerpen bleek begin december 2020 dat een groot deel van de 35-plussers bereid is zich aan de strikte coronaregels te houden. Bijna 74 procent van de 36- tot 65-jarigen gaf tijdens de bevraging aan de regels te zullen volgen.
Bij 66-plussers, de groep voor wie COVID-19 het gevaarlijkst is, bleek de motivatie nog groter te zijn. Van hen zegt 85 procent dat ze het bij één knuffelcontact zullen houden. Een klein percentage, vooral oudere mensen, viert Kerstmis alleen.
Jongeren blijven problemen hebben met de maatregelen. Zij zullen meer buiten het gezin vieren.

## Juridische kritiek

### Wettelijke basis
Volgens sommige rechtsgeleerden schenden de ministeriële coronabesluiten de grondwet (Gw.) en is een coronawet geboden. Volgens artikel 33 Gw. gaan alle machten namelijk uit van de natie. In samenlezing met de artikelen 105 en 108 Gw., voert de koning de wet uit zonder dat hij zijn bevoegdheid kan delegeren aan een minister. Ook wordt een gebrek aan democratisch toezicht op ministeriële besluiten gehekeld: daar waar bijzonderemachtenbesluiten binnen een bepaalde periode moeten worden bekrachtigd door het parlement, is dit niet het geval voor ministeriële besluiten.
De adviespraktijk van de Raad van State, afdeling wetgeving aanvaardt niettemin dergelijke delegatie indien het gaat om "objectieve redenen die een dringend optreden van de uitvoerende macht vereisen".
Bovendien dienen inperkingen op fundamentele rechten en vrijheden steeds een wettelijke basis te hebben die voldoende specifiek is, waarbij er de vraag werd gesteld wat die wettelijke basis precies is. De huidige rechtsgronden, met name artikel 4 van de Wet van 31 december 1963 op de civiele bescherming, artikel 181, 182 en 187 Wet 15 juni 2007 op de civiele veiligheid en artikel 11 en 42 van de Wet op het politieambt van 5 augustus 1992, zouden niet gepast zijn als grondslag voor deze ministeriële besluiten aangezien deze wetsbepalingen korte acute situaties beogen en geen langdurige pandemie. In dat kader startte de Liga voor Mensenrechten een procedure in kortgeding wegens het ontbreken van een wettelijke basis voor de coronamaatregelen. Om een antwoord te bieden op de kritiek, keurde het kernkabinet op 26 februari 2021 een ontwerp van de pandemiewet goed. Volgens experten was dit eerste ontwerp niet grondwetsconform. 
Een politierechter in Charleroi oordeelde op 21 september 2020  de lockdown-maatregelen van de regering ongrondwettelijk. Een vergelijkbaar vonnis dateert van januari 2021 in Brussel. Op 31 maart 2021 oordeelde de Brusselse rechter in kort geding dat de wet op de civiele veiligheid niet volstaat als wettelijke basis en gaf de Belgische regering een periode van 30 dagen om deze toestand te regularisering door een nieuwe wettelijke basis aan te nemen en indien dergelijke wettelijke basis ontbreekt na deze termijn, loopt een dwangboete van 5.000 euro per dag. Het Brusselse hof van beroep was op 7 juni 2021 echter van oordeel dat de wettelijke basis tot nu toe volstond, en schortte de boetes op, in afwachting van een uitspraak door het Grondwettelijk Hof, dat in een arrest van 22 september 2022 de coronamaatregelen grosso modo niet ongrondwettelijk oordeelde, behalve dat rechters bij overtredingen op die wet geen rekening kunnen houden met verzachtende omstandigheden. Op 15 juli 2021 keurde de Kamer het definitieve ontwerp van pandemiewet goed, meerderheid tegen oppositie.
Op 6 september 2023 oordeelde het Hof van Cassatie dat de coronapandemie moet worden beschouwd als een calamiteit of een nadelige situatie die kan leiden tot een situatie die mensen bedreigt. Volgens het Hof rechtvaardigt artikel 182, 1ste lid Wet Civiele Bescherming, het nemen van coronamaatregelen en volstond het dus als wettelijke basis.

### Bevoegdheidsverdeling
Een ander punt van kritiek luidt dat de bevoegdheidsverdelende regels niet worden nageleefd. Zo zou de federale wetgever op het domein treden van de gemeenschappen en gewesten. Een voorbeeld hiervan is koninklijk besluit nr. 44 tot oprichting van een databank bij Sciensano en contacttracing. Deze onregelmatigheid werd opgelost aan de hand van een samenwerkingsakkoord tussen de federale staat, de gemeenschappen en gewesten.

### Privacy

#### Persoonsgegevens
Bij het uitrollen van de vaccinatiecampagne werden op grote schaal persoonsgegevens verwerkt. De Gegevensbeschermingsautoriteit drong in dat verband meermaals aan op bijsturing van de regelgeving. Toen de vaccinatieselectie, na de senioren, werd uitgebreid naar risicopatiënten, stelde de verwerking van de medische gegevens van deze groep echter bijkomende problemen van gegevensbescherming.

#### Cameratoezicht
In Antwerpen werd het cameratoezicht in de Joodse wijk, aangekondigd als bescherming tegen aanslagen, gebruikt om inbreuken op de COVID-19-maatregelen vast te stellen. Hierbij rezen juridische, dan wel ethische problemen.